# Guy Van Branteghem
Guy Van Branteghem (Kortrijk, 25 januari 1932 – Gent, 18 februari 2013) was een Belgisch badmintonner. 

## Levensloop
Van Branteghem was in de jaren 1950 een van de beste Belgische badmintonspelers. Hij behaalde in totaal veertien Belgische titels, waarvan zes in het enkelspel (1952, 1955-1959). Ook behaalde hij samen met J. Boulet drie titels in het 'gemengd dubbel' (1957-1959) en vijf in de 'heren dubbel', waarvan twee met Jean Boulet (1956 en 1957), twee met Anton Verstoep (1960 en 1962) en een met B. Grouch (1953).
Na zijn spelerscarrière werd hij actief bij de Belgische Badminton Bond (BBB), waarvan hij elf jaar ondervoorzitter was. In 1978 werd hij de eerste voorzitter van de Nederlandstalige Badminton Liga (NBL).